# Czesław Borsowski
Czesław Borsowski (ur. 6 lutego 1947 w Krasiczynie) – polski poeta, nauczyciel.

## Życiorys
Będąc dwuletnim dzieckiem trafił z matką do Jugowa koło Nowej Rudy. Po ukończeniu liceum pedagogicznego w Kłodzku podjął pracę w szkole podstawowej nr 5 w Nowej Rudzie. W pobliskim Przedsiębiorstwie Budownictwa Komunalnego pracował też jako inspektor bhp. W Ludwikowicach Kłodzkich na terenach byłego kompleksu Riese uzyskał dodatkowo zawód stolarza oraz zaopatrzeniowca i w tym charakterze pracował w Zakładzie Produkcji Automatyki Sieciowej w Przygórzu.
Związany zawodowo z Bystrzycą Kłodzką, gdzie w gospodarstwie rodzinnym żony zajmował się rolnictwem. Pracując w Centrum Edukacji Kulturalnej i Kłodzkim Ośrodku Kultury związał się później z Kłodzkiem. Trudne położenie ekonomiczne w okresie 1968–1989 było dla niego „szkołą życia”. Następnie zamieszkał w Polanicy-Zdroju, gdzie w latach 1994–1998 był członkiem Rady Miejskiej. Mógł teraz zająć się kulturą, poezją, muzyką i teatrem. W latach 1990–2005 z Bogusławem Michnikiem i Marianem Półtoranosem współpracował przy festiwalach teatralnych, koncertach muzyki festynach itp. W 1991 zainicjował w swoim mieście coroczne Wieczory Muzyki Organowej, obecnie znane jako Międzynarodowe Koncerty Muzyki Organowej i Kameralnej.

## Twórczość literacka
Wierszem z 1967 debiutował w Kłodzkim Almanachu Literackim wydanym w 1970. Licznie publikował swoje utwory w prasie regionalnej. Zdobywał nagrody w konkursach: w latach 1970–1971 w turniejach poetyckich o „Złotą, Srebrną i Brązową Lampkę Górniczą”, w 1981 nagrodę Kłodzkiego Oddziału NSZZ „Solidarność”, a w 1982 nagrodę za Dziennik poetycki stanu wojennego na Spotkaniach Literackich w Lądku-Zdroju.
W 1983 napisał zbiór wierszy Tężenie w słowie, wydany w 1984. W latach 1975–1983 zaniechał publikacji swoich wierszy, co było sprzeciwem wobec inwigilacji i cenzury.
Jako członek Kłodzkiego Klubu Literackiego brał udział w zainicjowanych przez Annę Zelenay i Jana Kulkę oraz Związek Literatów Polskich Kłodzkich Wiosnach Poetyckich uczestnicząc w trzech ostatnich Wiosnach: VIII w 1970, IX w 1972 i X w 1974.

W 2014 wydał zbiór Przeźroczysty instrument, którego prezentacja odbyła się w Galerii Twierdza Kłodzko i w Powiatowej i Miejskiej Bibliotece Publicznej w Kłodzku. O tej poezji Karol Maliszewski napisał: 

Tomik Czesława Borsowskiego jest podsumowaniem dorobku twórczego poety, w związku z tym zbiera jego najciekawsze utwory. Wielkim walorem tych tekstów jest ich zakorzenienie regionalne, literacki obraz „małej ojczyzny”.

Borsowski zalicza się do poetów egzystencjalnego konkretu, nie unikających zaangażowania w sprawy społeczne, z dużą świadomością tworzących warsztat artystyczny i świadomie zachowujących dystans wobec przejawów bieżącego życia literackiego.

## Tomiki poetyckie
- zbiór wierszy Tężenie w słowie, Kłodzki Klub Poezji, 1983,
- zbiór wierszy Przeźroczysty instrument, red. Mieczysław Kowalcze, Łada Ponikowska, zdj. Artur Bednarski, 2014, wyd. Klub Otwartej Kultury, Galeria Twierdza, ISBN 978-83-939455-0-4.